# Odenspiel
Odenspiel (auch Ospel genannt) ist eine der 106 Ortschaften der Gemeinde Reichshof im Oberbergischen Kreis im nordrhein-westfälischen Regierungsbezirk Köln in Deutschland.

## Lage und Beschreibung
Odenspiel liegt südöstlich der Wiehltalsperre, die nächstgelegenen Zentren sind Gummersbach (29 km nordwestlich), Köln (67 km westlich), Siegen (40 km südöstlich), Olpe (21 km nordöstlich) und Altenkirchen (37 km südlich).

## Geschichte

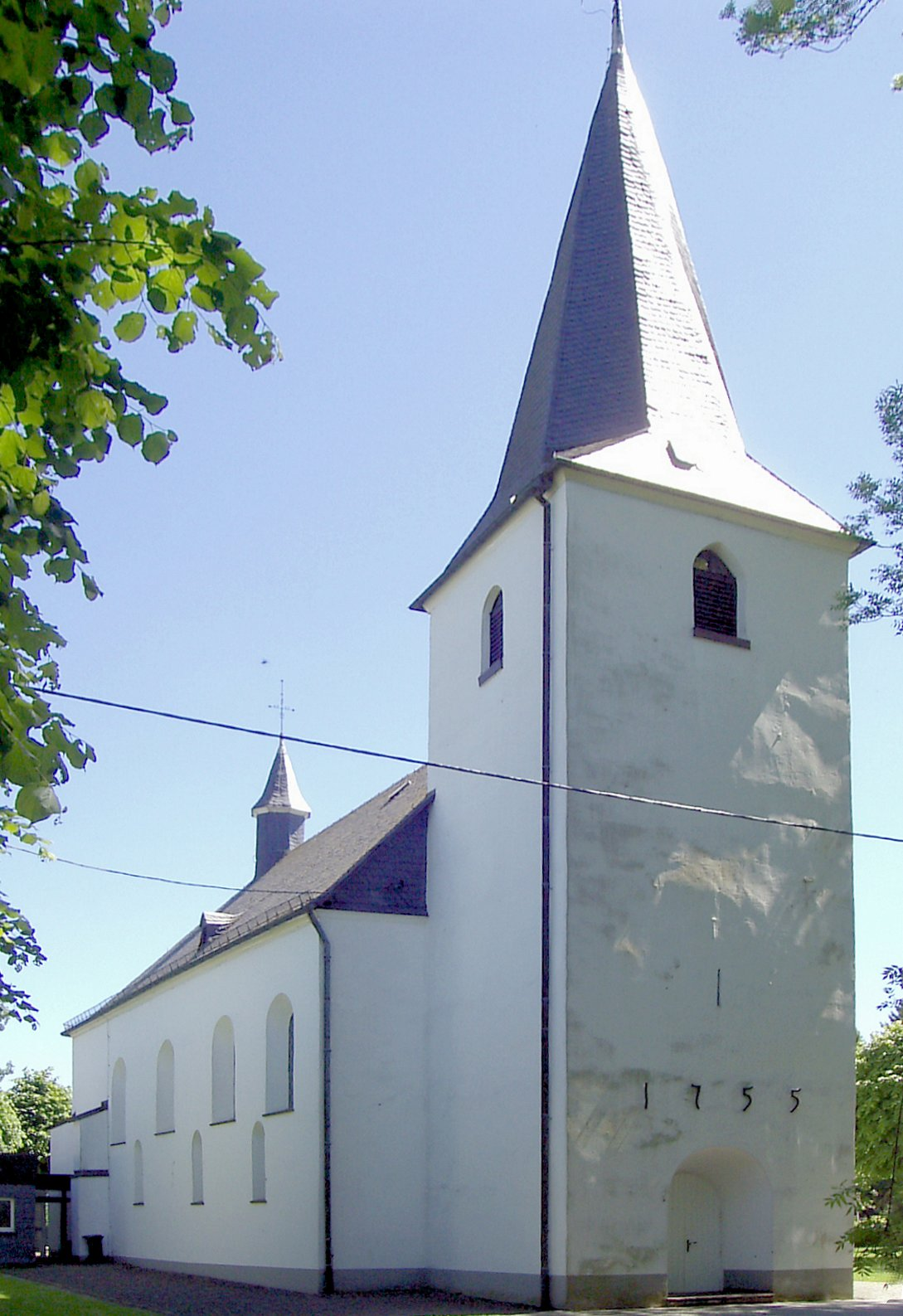
Evangelische Kirche in Odenspiel

1361 wurde der Ort das erste Mal urkundlich erwähnt, als Richard von Odinspil als Zeuge in einer Urkunde zugunsten der Johanniterniederlassung in Marienhagen fungierte. Die Schreibweise der Erstnennung war Odinspil.

### Kirche
Der Saalbau mit dreiseitigem Chorabschluss und umlaufenden Galerien wurde 1697 errichtet. Dabei wurden die romanischen Langhausmauern aus dem 13. Jahrhundert mit in den Bau einbezogen. Der vorgelagerte Westturm wurde in der heutigen Form 1755 fertiggestellt. Altar, Kanzel und Orgel befinden sich übereinander, mit der Orgelempore bilden sie ein Kreuz. Die erste Glocke aus dem Jahr 1520 wurde zu Beginn des Ersten Weltkrieges eingeschmolzen. Bei einer 1968 begonnenen Innenrenovierung kam die ursprüngliche Prospektbemalung zum Vorschein. Der bis dahin im Altar eingebaute sechsseitige Taufstein aus Trachyt aus dem 12. oder 13. Jahrhundert wurde rund behauen und im Chorraum aufgestellt.

### Kapelle

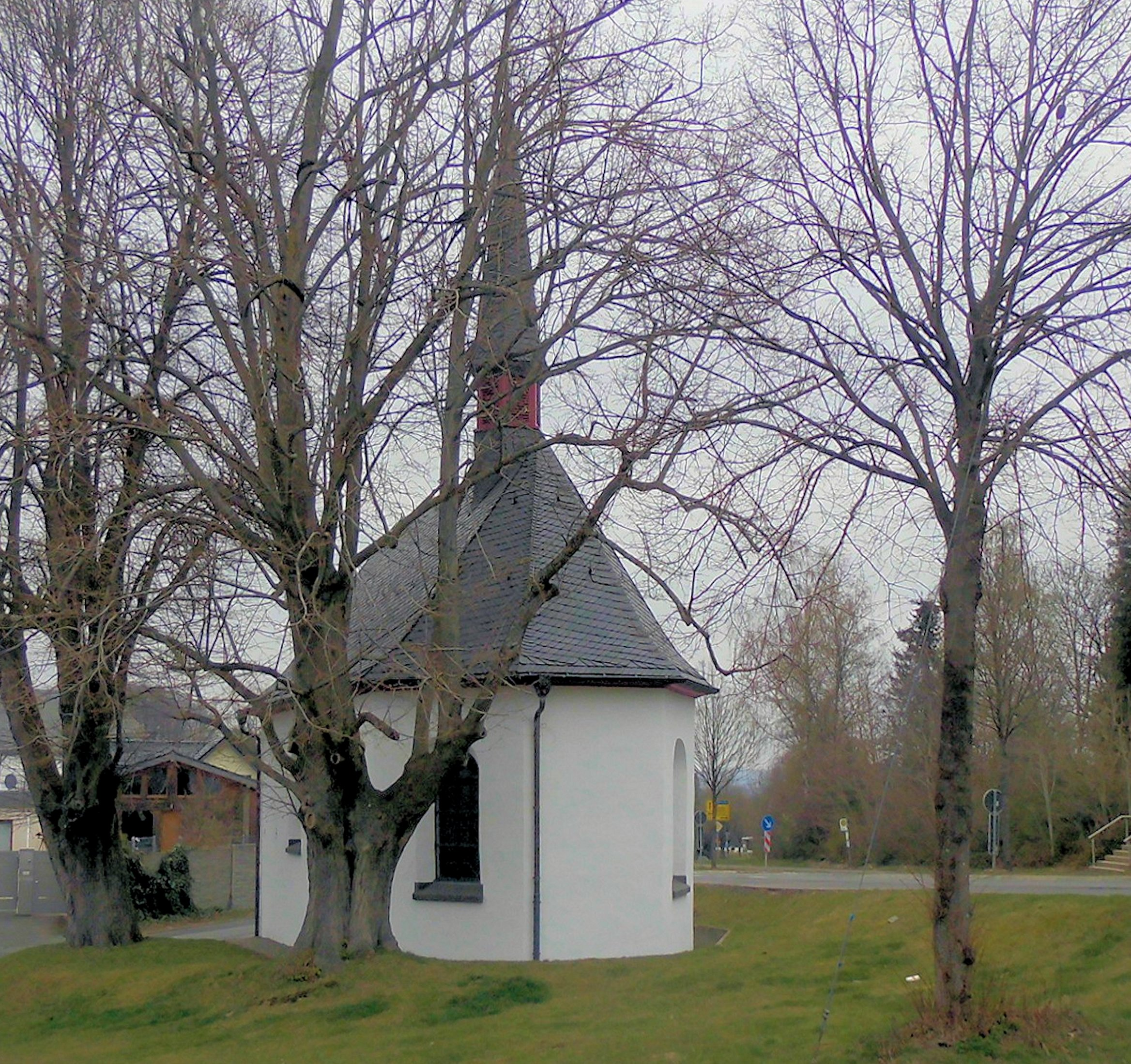
Johanneskapelle

Die Johanneskapelle wurde 1713 als Missionskirche errichtet.

### Schule
1674 wird vom Pastor, den Schöffen, Geschworenen, Kirchmeistern und Vorstehern sowie den gemeinen Leuten ein Lehrer an die Schule berufen. Er soll der „lieben Jugendt mit einem guten exemplarischen Leben und Wandel vorleuchten, dieselb im Lesen, schreiben, rechnen, singen undt Betten fleißig anhalten und den Kathechismum Lutheri umnachlessig exercieren.“ Gleichzeitig wird eine ausführliche Schulordnung erlassen, in der die Stundenzahl, die Lehrgegenstände und vieles mehr geordnet wird.
| Bevölkerungsentwicklung | Bevölkerungsentwicklung |
| Jahr                    | Einwohner               |
| ----------------------- | ----------------------- |
| 1817                    | 123                     |
| 1832                    | 120                     |
| 1862                    | 123                     |
| 1991                    | 364                     |
| 2003                    | 417                     |
| 2005                    | 424                     |
| 2007                    | 439                     |
| 2008                    | 411                     |
| 2017                    | 432                     |
| 2018                    | 438                     |
| 2019                    | 436                     |